# Moulin à farine de Gumbrechtshoffen
Le Moulin à farine se situe sur la commune de Gumbrechtshoffen, dans le département du Bas-Rhin.

## Historique
Situé au 2 rue du moulin, le moulin sur la Zinsel est cité avant 1630. Restaurée à la fin du XVIIIe siècle par son propriétaire Philippe Strohl, une pierre de taille du côté du canal d'amenée porte le millésime 1779.
Le moulin comprenait à cette époque trois tournants et en 1900, une turbine Schneider-Jaquet, toujours en place, remplaça la roue verticale en dessous.
Le moulin fonctionne jusqu'en 1940, mais il est fortement endommagé lors des bombardements de 1945. En grande partie reconstruit, le toit du logis à pans et croupes brisées n'est pas remonté.

## Description
Cette vaste propriété se compose d'un logis abritant également la partie meunerie, en maçonnerie et dont une partie des murs du XVIIIe siècle, en maçonnerie de grès avec chaines d'angles en pierres de taille, a été conservée, notamment en élévation arrière et le long du canal (pierres de taille de grès rouge).
Ce bâtiment est couvert d'un toit à grandes croupes ; les bâtiments annexes comprennent grange, étable, remise, buanderie et abritent une cave, inexistante sous le logis.
Leurs murs présentent un niveau en maçonnerie et un niveau en pan de bois.